# Quadrangle Aphrodite Terra
El quadrangle Aphrodite Terra és un dels quadrangles definits per la cartografia de Venus aprovats per la Unió Astronòmica Internacional.
En els mapes a escala 1 / 10.000.000 (identificat amb el codi I-2476) inclou la porció de la superfície de Venus situada en latitud d'entre 0° a 57° S, i longitud entre 60º a 180° E.

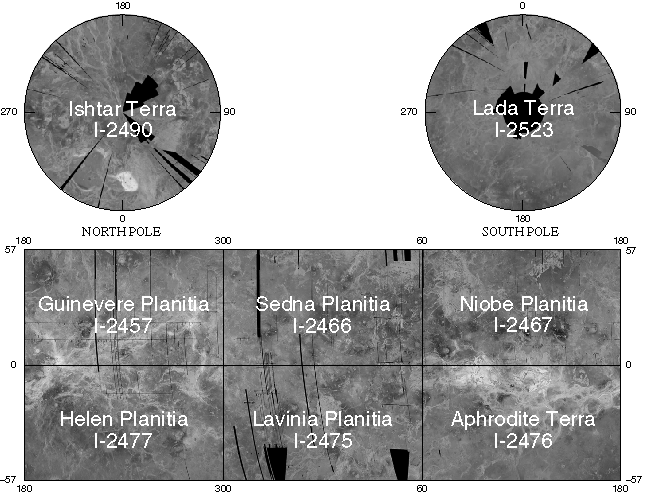
Quadrangles de Venus per a mapes a escala 1/10.000.000

Deu el seu nom a l'Aphrodite Terra.